# Dignitas personae
Dignitas personae (lateinisch für Die Würde der Person) ist der Titel einer Instruktion, die am 8. Dezember 2008 durch die Kongregation für die Glaubenslehre veröffentlicht würde. Dieser Grundsatztext zu bioethischen Fragen wurde bereits am 8. September 2008 fertiggestellt und trägt den offiziellen Titel: „Dignitas personae – Über einige Fragen der Bioethik“.
Dieses 30 Seiten umfassende Werk hat den Rang einer „Instruktion“ und ist für die katholische Kirche eine verbindliche Stellungnahme des kirchlichen Lehramtes, auch wenn sie formal nicht den Stellenwert einer Enzyklika besitzt. Dieses Grundsatzwerk entstand in Zusammenarbeit zwischen der Glaubenskongregation und der Päpstlichen Akademie für das Leben und baut auf der früheren Instruktion „Donum vitae“ (1987) und der Enzyklika „Evangelium vitae“ (1995) von Papst Johannes Paul II. auf. Ihre besondere Autorität leitet sich von der am 20. Juni 2008 erfolgten päpstlichen Approbation ab.
In Dignitas personae werden die bekannten Positionen der Kirche nicht nur wiederholt, vielmehr orientiert sie sich an den neuesten wissenschaftlichen Erkenntnissen und lehnt aus positiver Intention des Schutzes der menschlichen Würde gewisse Entwicklungen der Reproduktionsmedizin ab. Hierin eingeschlossen sind die in Großbritannien propagierte Herstellung von Mensch-Tier-Mischwesen und die Versuche, embryoähnliche Stammzellen durch Zellkernaustausch zu gewinnen.
Hauptsächlich wendet sich die Instruktion gegen die „In-vitro-Fertilisation“, vor allem aus dem Grund, da die Produktion überzähliger Embryonen und deren Vernichtung in Kauf genommen wird. Die Instruktion verbindet sich auch mit pastoralen Ansätzen und zeigt Verständnis für die Leiden ungewollt kinderloser Ehepaare.
Gemäß der Instruktion dürfen für die Rettung des Lebens eines Kindes auch Medikamente oder Impfstoffe benutzt werden, „bei deren Vorbereitung Zelllinien unerlaubten Ursprungs verwendet wurden, wobei jedoch alle verpflichtet sind, dagegen Einspruch zu erheben und zu fordern, dass die Gesundheitssysteme andere Arten von Impfstoffen zur Verfügung stellen.“ (Nr. 35)
Die Verfasser des Dokuments waren Elio Sgreccia, William Levada und Luis Ladaria.